# Арисала, Франко
Франко Фаустино Арисала Уртадо (исп. Franco Faustino Arizala Hurtado; 4 июня 1986, Магуйи, Колумбия) — колумбийский футболист, нападающий, катарского клуба «Аль-Араби».

## Клубная карьера
Арисала воспитанник клуба «Депортива Толима». В 2004 году он подписал контракт с «Кортулуа» и в том же году дебютировал в Кубке Мустанга. Он вылетел вместе с командой в конце сезона, но через год вернулся. Летом 2005 года Франко подписал контракт с «Бояка Чико». За два следующих года он не достиг видимых успехов и в 2008 году перешёл в «Депортес Толима». В новом клубе Арисала сразу же стал ведущим футболистом. Как и в предыдущих командах Франко не достиг с клубом особых успехов.
В 2010 году он перешёл в мексиканскую «Пачуку». Сумма трансфера составила 1,6 млн. евро. 25 июля в матче против «Америки» Арисала дебютировал в мексиканской Примере. 12 сентября в поединке против «Гвадалахары» Франко забил свой первый гол за «Пачуку». В том же году в составе клуба он занял пятое место на Клубном чемпионате мира. Летом 2011 года на правах аренды Франко перешёл в «Хагуарес Чьяпас». 25 июля в поединке против «Монтеррея» он дебютировал за новый клуб. 3 сентября во встрече против «Сантос Лагуна» Арисала забил первый мяч за «ягуаров». По окончании сезона «Чьяпас» выкупили трансфер Франко.
Летом 2013 года Франко перешёл в «Леон». 21 июля в матче против «Атланте» он дебютировал за «львов». 4 августа в поединке против своего бывшего клуба «Пачуки» Арисала забил свой первый гол за новую команду. По окончании сезона он стал чемпионом Мексики. 13 февраля во встрече против бразильского «Фламенго» Франко забил свой дебютный гол в Кубке Либертадорес, который помог его клубу победить. В составе львов он дважды выиграл чемпионат Мексики.
Летом 2015 года Арисала присоединился к «Атласу». 26 июля в матче против «Керетаро» он дебютировал за команду из Гвадалахары. 2 августа в матче против столичной «Америки» Франко сделал «дубль», забив свои первые голы за «Атлас». Летом 2016 года Арисала перешёл в «Пуэблу». 8 августа в матче против «Сантос Лагуна» он дебютировал за новую команду.
В начале 2017 года Арисала перешёл в «Чьяпас». 8 февраля в матче против «Америки» он дебютировал за новый клуб. Летом того же года Франко вернулся на родину, присоединившись к «Атлетико Букараманга». 6 августа в матче против «Онсе Кальдас» он дебютировал за новую команду. В этом же поединке Арисала сделал «дубль», забив свои первые голы за «Атлетико Букараманга». Летом 2018 года Франко подписал контракт с катарским «Аль-Араби». 4 августа в матче против «Аль-Хора» он дебютировал в Лиге Звезд. В этом же поединке Арисала забил свой первый гол за «Аль-Араби».

## Достижения
Командные
 «Леон»
- Чемпионат Мексики по футболу — Апертура 2013
- Чемпионат Мексики по футболу — Клаусура 2014